# 276

## Esdeveniments
- El xa Bharam II succeeix Bharam I.
- Marc Aureli Probe és proclamat emperador de Roma.

## Necrològiques
- Marc Claudi Tàcit, emperador romà.
- Florià, emperador romà.
- Mani, savi i religios persa, fundador del maniqueisme.